# دکامرون

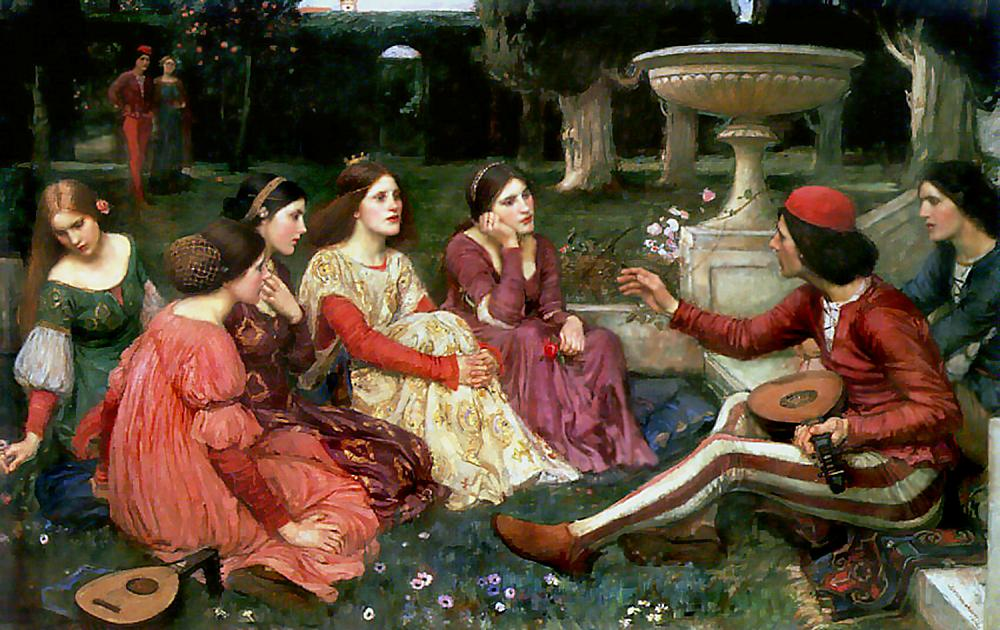
قصه‌ای از دکامرون، اثر جان ویلیام واترهاوس، ۱۹۱۶

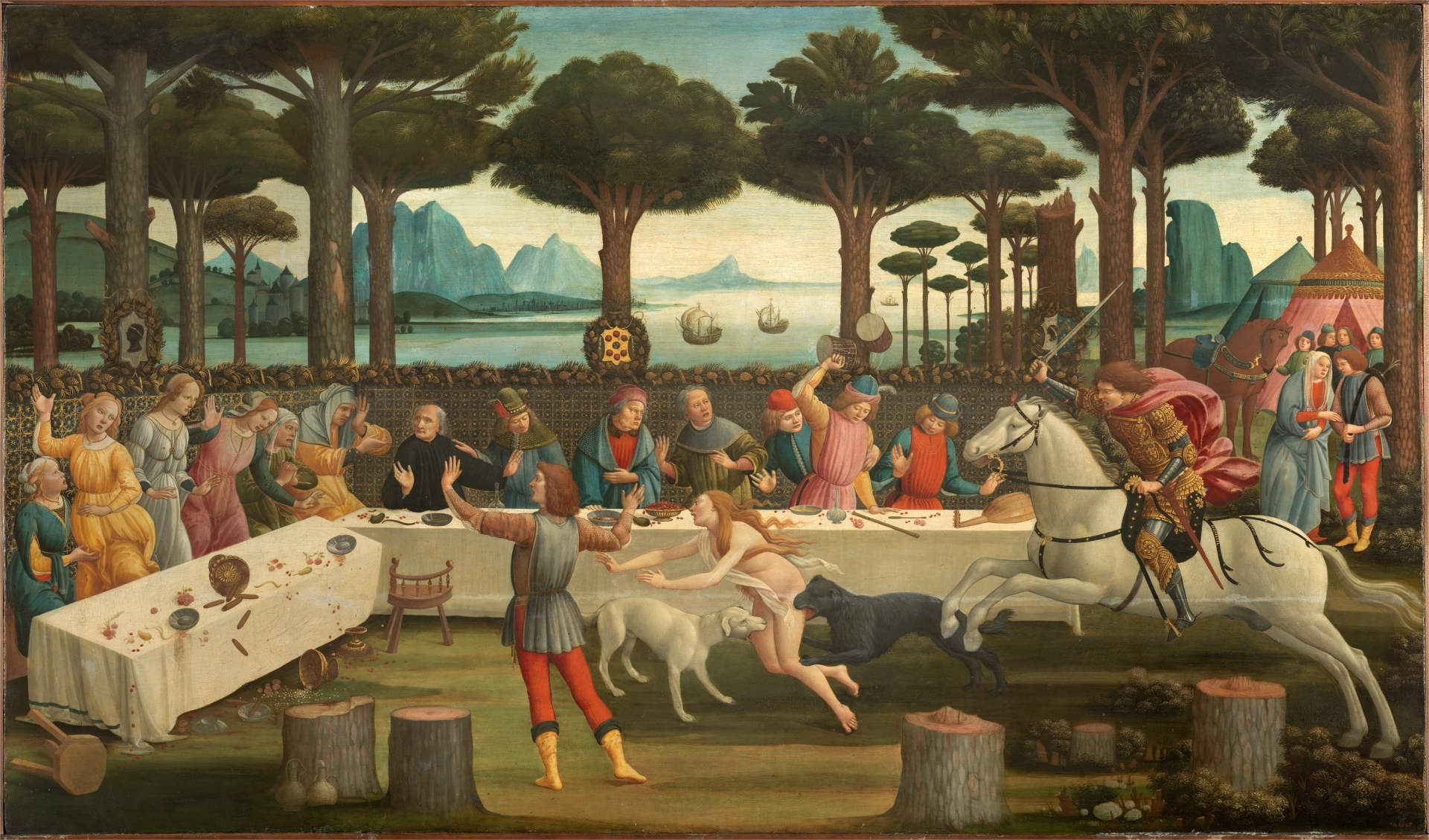
تصویر یکی از قصه‌های دکامرون، اثر ساندرو بوتیچلی، ۱۴۸۷

دکامرون اثر جووانی بوکاچو نویسندهٔ قرن ۱۴ میلادی ایتالیایی است که از ۱۰۰ داستان تشکیل می‌شود.
بوکاچو این کتاب را به سبک هزار و یک شب نگاشته و مواد خام این قصه‌ها را از افسانه‌های یونانی، رومی و کشورهای مشرق زمین و گاه از زندگی روزمره مردم گرفته است. او این کتاب را بلافاصله پس از شیوع طاعون سال ۱۳۴۸ در فلورانس نوشت.
چارچوب اصلی دکامرون را هفت زن و سه مرد تشکیل می‌دهند، که برای گریز از بلای طاعون، فلورانس را ترک کرده به خانه‌های ییلاقی اطراف شهر پناه می‌برند و در آن جا برای این که ذهن خود را از این واقعه منحرف کنند به قصه‌گویی برای یکدیگر می‌پردازند و چون خُلق و خوی داستان‌گویان متفاوت است داستان‌ها دارای گیرایی و تنوع بسیار است و از مجموع آن‌ها اوصاف شاعرانه، عبرت‌آموز و غم‌انگیز اما لطیف و شاعرانه فراوان به چشم می‌خورد. چون نویسنده واقف به روح بشری و اشخاص داستان بوده، همه قهرمان‌های آن زنده و پر از شور زندگی هستند حتی جانوران داستان‌های دکامرون.
دکامرون یک اثر تمثیلی قرون وسطایی است که بیشتر به خاطر داستان‌های هرزهٔ عشقی در تمامی انواع ممکن شهوانی و غم‌انگیز آن شناخته شده است. موضوعات دیگر مانند شوخی و بذله‌گویی، جوک‌های عملی و تشویق به زندگی دنیوی از دیگر اجزای ساختاری آن می‌باشند. فرای سرگرمی و شهرت ادبی، دکامرون یک سند مهم تاریخی از زندگی در قرن چهاردهم بوده و نویسندگان بعدی مانند جفری چاسر را مورد تأثیر قرار داده است. این کتاب بعدها در ادبیات برخی کشورها از جمله انگلستان مورد اقتباس و تقلید قرار گرفت. بسیاری از نویسندگان از جمله شکسپیر از قصه‌های آن در نوشتن نمایشنامه‌های خود استفاده کرده‌اند.

## عنوان
نام کتاب (یعنی دکامرون) الحاقی از دو کلمه یونانی ده و روز می‌باشد. بوکاچو در کارهای بعدی خود نیز از ریشه‌یابی‌های لغتی مشابهی استفاده کرد. عنوان فرعی کتاب «پرنسیپ گالیه تو» می‌باشد که از مطالب سرآغاز آن نشأت می‌گیرد که در آن بوکاچو کتاب خود را به زنان عصر خود تقدیم می‌کند که نمی‌توانستند همچون مردان علائق خود را منعطف به شکار، ماهیگیری، اسب سواری، و شکار با شاهین کنند و مجبور بودند که علایق عاشقانه خود را مخفی کرده و در اتاق‌های خود غیرفعال و مخفی باقی بمانند؛ بنابراین عنوان فرعی کتاب «پرنسیپ گالیه تو» می‌باشد، یعنی پروردگار جزایر دوردست، معلق بین یک شوالیه و یک ملکه، یعنی اشاره‌ای به کنایه «گالیه تو» در کمدی الهی – بند پنجم جهنم، که به خاطر برانگیختن شهوت در داستان پاولو و فرانسسکا مورد سرزنش قرار گرفت.
ساختار دکامرون به قالب یک روایت یا داستان به سال ۱۳۵۱ (و یا به روایتی به سال ۱۳۵۳) به پایان رسیده است. کتاب با شرحی از طاعون (مرگ سیاه) آغاز شده و به معرفی هفت زن و سه مرد جوان می‌رسد که به مدت دو هفته از فلورانس وبا زده به دهاتی در حواشی فیسل فرار می‌کنند. برای گذر زمان، هر شب، هر یک از اعضا داستانی را تعریف می‌کند. اگرچه چهارده روز می‌گذرد، دو روز در هر هفته برای کارهای دیگر اختصاص می‌یابد: یک روز برای وظایف و یک روز مقدس که هیچ‌کس در آن روز هیچ کاری نمی‌کند. بدین سان در پایان ده روز، صد داستان تعریف می‌شود.
هرکدام از شخصیت‌ها به نوبت برای یکی از آن ده روز به عنوان شاه یا ملکه انتخاب می‌شود. وظیفهٔ شاه یا ملکه شامل انتخاب موضوع داستان برای آن روز می‌باشد، و موضوعات همهٔ روزها به استثنای دو روز معین می‌گردند: قدرت دارایی، قدرت خواست آدمی، داستان‌های عاشقانه که غم‌انگیز به پایان می‌رسند، داستان‌های عاشقانه که پایانی خوش دارند، پاسخ‌های هوشمندانه‌ای که جان یک سخنگو را حفظ می‌کنند، حقه‌هایی که زنان به مردان می‌زنند، حقه‌هایی که مردم به‌طور عام به هم می‌زنند، و داستان‌هایی از عفت. فقط «دایو نیو» که هر روز داستان دهم را می‌گوید، به خاطر ذکاوتی که دارد حق آن را دارد که هر داستانی را که می‌خواهد تعریف کند. نویسنده‌های زیادی فکر می‌کنند که «دایو نیو» نقطه نظرات خود بوکاچو را بیان می‌کند. هر روز همچنین شامل یک مقدمه و نتیجه مختصر می‌باشد تا قالب داستان‌ها به غیر از طریق داستان‌گویی و از راه توضیح فعالیت‌های روزانه ادامه یابد. این فاصلهٔ میان پرده‌ای مکرراً شامل استنساخ آوازهای محلی (فولکلور) ایتالیایی می‌باشد. رابطهٔ بین داستان‌های یک روز یا روزهای متعدد آن گونه که بوکاچو تنوعات و واژگونه‌های حوادث قبلی را به هم می‌تند، یک کلیت را تشکیل می‌دهند و نه فقط مجموعه‌ای از داستان‌های مختلف را. موضوعات پایه‌ای داستان‌ها عبارتند از ریشخند گرفتن شهوت و طمع کشیش‌ها، تنش بین طبقهٔ ثروتمند جدید تجار و خانواده‌های اشرافی، و خطرات و ماجراجویی‌های بازرگانان در سفر.

## تجزیه و تحلیل

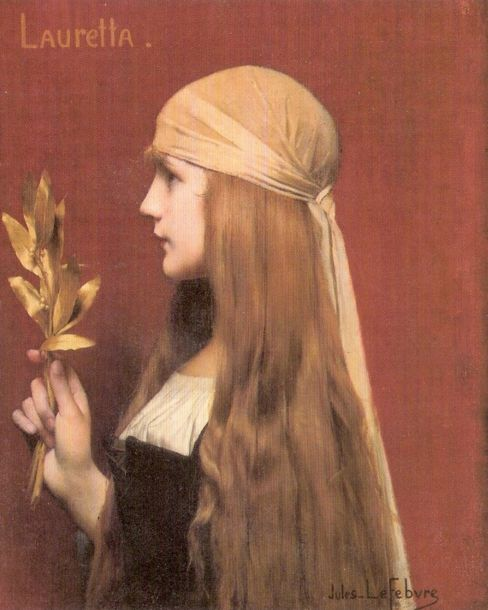
لورتا (شخصیت در دکامرون)

در تمامی دکامرون، اخلاقیات تجاری غلبه داشته و نقش مسلط را دارند. ارزش‌های شوخ‌طبعی فی‌البداههٔ شهری و تجارتی، پیچیدگی، و هوش و ذکاوت گرامی داشته می‌شوند، در حالی که عیب‌های حماقت و کندی یا معالجه گشته یا مورد تنبیه قرار می‌گیرند. درحالی که این خصوصیات و ارزش‌ها ممکن است که برای خوانندهٔ عصر جدید بدیهی به نظر برسند، در اروپا با گسترش مراکز شهری و سیستم اقتصادی پولی، این‌ها خصوصیاتی بودند در حال ظهور و فرای سیستم‌های سنتی فئودالی و صومعه‌های روستایی که ارزش بیشتری بر تقوا و صداقت می‌گذاشتند.
گذشته از وحدت داستانی، دکامرون وحدتی در بینش فلسفی نیز فراهم می‌کند. در تمامی آن، موضوع مشترک و قرون وسطایی الههٔ خوشبختی جریان دارد و اینکه چگونه یک فرد می‌تواند تحت نفوذ خارجی چرخهٔ خوشبختی سقوط کرده یا ترقی کند. بوکاچو در سنت کمدی الهی دانته تربیت شده بود که از درجات مختلف تمثیلی استفاده می‌کرد تا روابط بین وقایع دقیق داستان و پیغام مسیحیت را نشان دهد. مع‌هذا، دکامرون از مدل دانته برای آن استفاده نمی‌کند که خواننده را آموزش دهد، بلکه این مدل از یادگیری را به ریشخند می‌گیرد. کلیسای کاتولیک رم، کشیش‌ها، و اعتقادات مذهبی در تمامی دکامرون منبع هزل‌های کمدی می‌شوند. این بخشی از یک روند وسیع‌تر تاریخی بعد از مرگ سیاه (وبا) بود که شاهد ناخشنودی گسترده‌ای از کلیسا بود.
بسیاری از جزئیات دکامرون با حس قرون وسطایی اهمیت اعجازی رمز اعداد درآمیخته بود. به عنوان مثال، به‌طور وسیعی اعتقاد بر آن بود که هفت زن جوان چهار فضیلت اصلی (احتیاط، عدالت، اعتدال و شکیبایی) و سه فضیلت الهی (ایمان، امید، و نیکوکاری/خیرات) را نمایندگی می‌کنند. به‌علاوه این چنان مفروض است که سه مرد نمایندگان تقسیم سه گانهٔ کلاسیک یونانی ضمیر (منطق، روح، و شهوت، به کتاب چهارم جمهوریت رجوع کنید) می‌باشند. بوکاچو خودش ذکر می‌کند که نام‌هایی که به این ده شخصیت داده است در حقیقت نام‌های مستعار انتخاب شده‌ای هستند که «مناسب کیفیتهای هر کدام آنها می‌باشد.» نام‌های ایتالیایی هفت زن به ترتیبی که در داستان آمده‌اند (به احتمال زیاد بر اساس اهمیت) عبارتند از: پام پی نیا، فیا مت تا، فی لو منا، امی لیا، لاو رت تا، نی فی له، و ا لیسا. مردان به ترتیب عبارتند از: پن فی لو، فیلوس تراتو، و دیو نه اٌ.
بوکاچو با تلفیق و پیوند تجربیات جنسی با طبیعت به طبیعی بودن سکس تأکید کرد. بوکاچو با طبیعی نشان دادن سکس و با تنیدن آن‌ها به گونه‌ای که او انجام می‌دهد، برای همیشه آن را در جهان طبیعت قرار می‌دهد.

## نفوذ ادبی
به طریق قانع کننده‌ای که داستان‌ها نگاشته شده‌اند و خصیصهٔ تقریباً منحصراً رنسانسی آن، داستان‌های دکامرون را منبع غیرقابل مقاومتی ساخته است تا تمامی نویسندگان بعدی از او به عاریه بگیرند. مثال‌های برجستهٔ آن عبارتند از:
1. داستان مشهور اول (۱و۱) "سر چیا په له تو" بعدها به وسیلهٔ "الیمپیا فولویا مو راتاً و دوباره به‌وسیلهٔ "ولتر" به لاتین ترجمه شد.
2. "مارتین لوتر" داستان (۱و۲) را بازگو می‌کند، ....
3. "مارگریتا دی ناواره، هپتا مه رٌن".
4. " تمثیل حلقه" و داستان 3I, در قلب هر دو نمایش "نی تان عاقل" ۱۷۷۹ از "گات هولد ابراهیم لسینگ قرار دارند. ...
5. شرط‌بندی هلندی بر بکارت ایموجن در "سیم بلاین" توسط شکسپیر از ترجمه انگلیسی داستان آلمانی "فردریک جنن" قرن پانزدهم اقتباس شده بود که موضوع اصلی آن از داستان 9 II, گرفته شده بود.
6. "مولیر" و " لوپه دی وگاً هر دو داستان ۳، III را استفاده می‌کنند تا نمایش‌ها به زبانهای خود را خلق کنند. ...
7. داستان ۹، III که شکسپیر به "چاه آنهایی که به چاه منتهی می‌شود" مبدل نمود. ....
8. داستان ۱، IV در فولکلور قرار گرفت و درتصنیف ۲۶۹ "الماس خانم" پدیدار شد.
9. جان کیتس داستان لیزابتا و گلدان ریحان او را در شعر خود "ایزابلا، یا قوری ریحان" به کار برد.
10. لوپه دی وگا همچنان بخش‌هایی از ۴، را برای نمایشنامه خود (همه بلبل نیستند) بکار برد.
11. شخصیت نمونه در نول تاریخی جورج الیوت بنام رومولا، شخصیت گستانزا در داستان 2[۱]

## ترجمه‌های فارسی

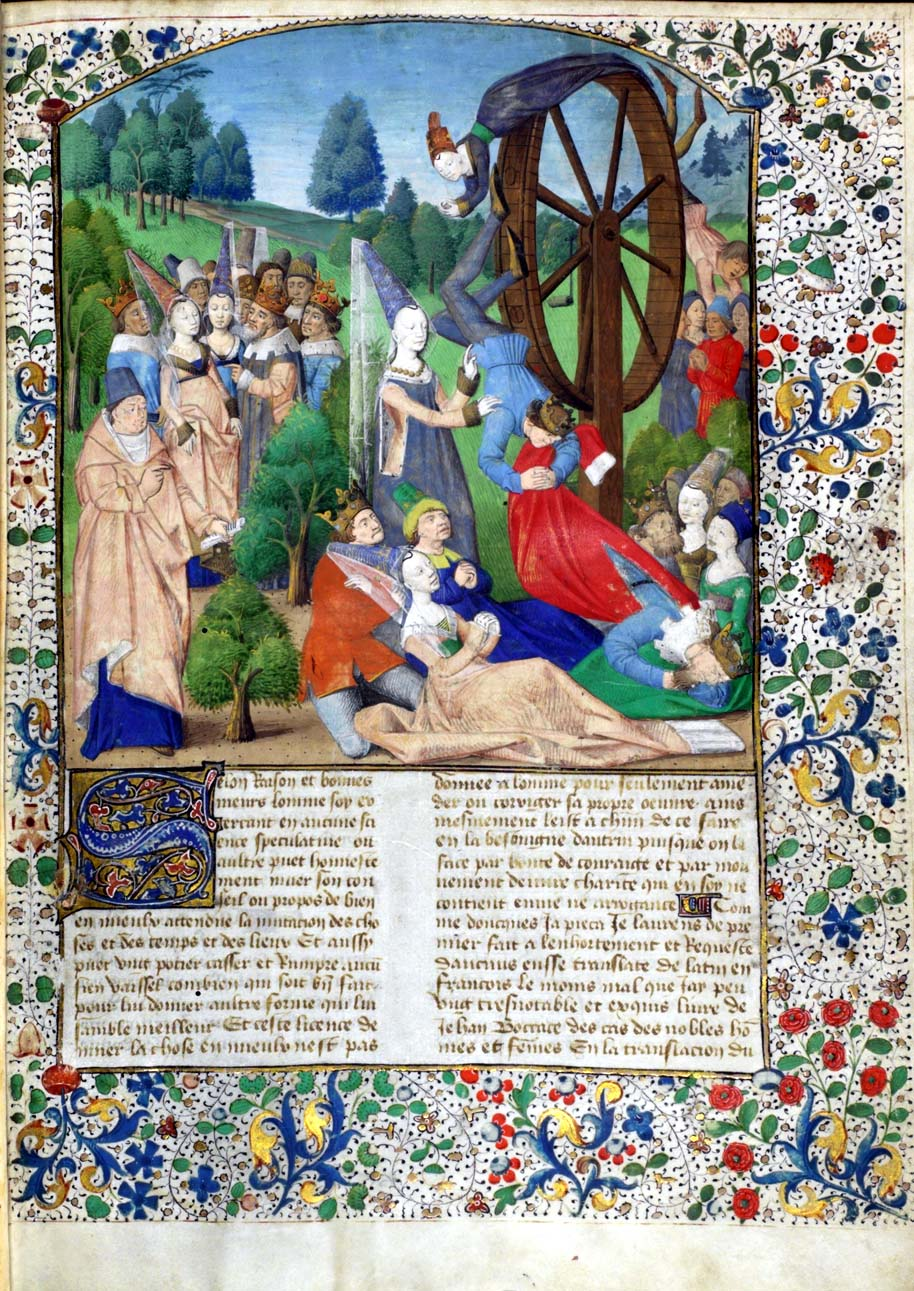
صفحه‌ای از یک نسخهٔ قدیمی دکامرون (۱۴۶۷ پاریس)

در طلیعهٔ انقلاب مشروطیت، نخستین بار احمد خان دریابیگی، کتاب دکامرون را قبل از انقلاب مشروطه در فاصله سال‌های ۱۲۸۲–۱۲۸۰ خورشیدی (۱۳۲۲–۱۳۲۰ ق) ابتدا به صورت یک سلسله در روزنامه مظفری بوشهر و بعداً به صورت یک کتاب در سال ۱۲۸۲ خورشیدی به چاپ رساند. ترجمهٔ دوم آن به دست حبیب شنوقی در دههٔ سی انجام شد که شامل کلیهٔ داستان‌ها می‌باشد. ترجمهٔ سوم به دست محمد قاضی صورت گرفت و انتشارات مازیار آن را پس از مرگ وی در سال ۱۳۷۹ منتشر کرد که به دلیل ممیزی تعدادی از داستان‌ها حذف شده است.
مقدمه ترجمه دکامرون توسط احمد خان دریابیگی قبل از انقلاب مشروطه
ژان بکاس یکی از نویسندگان ارپ و اصلاً از فلورانس ایطالیا است اغلب عمر عزیز خود را بلهو و لعب و نوشتن حکایات و روایات مضحک گذرانیده و بیشتر همُ خود را در استکشاف حالات و خیالات مخفیه و اعمال سخیفهٔ پیشوایان مذهب عیسوی صرف نموده و اسرار آنها را در صورت حکایات و کسوت روایات جلوه داده و منتشر نموده از جملهٔ مؤلفات او دکامرون که عبارت است از سرگذشت ده روزه ده نفر مرد و زن که هر یک از آنها روزانه یک حکایت نقل کرده‌اند؛ و این نسخهٔ دکامرون حاوی صد حکایت شیرین است که برای گذرانیدن اوقات تعطیلی و لیالی زمستانی بهترین مشغولیات است- لهذا با مزجات بضاعت و عدم استطاعت ارادهٔ قاصرانهٔ خود را در مقام فعلیت آورده از نکته سنجان ذوی المجد و الاحترام و اساتید اهل کلام معذرت می‌خواهم چنانچه اوراق این ترجمه از حشمت تحریر خارج گردیده یا سهو و قصوری ملحوظ فرمایند بعین اغماض غمض عین فرمایند و معذورم دارند که در لجّه شنا نکرده‌ام و بمهجه آشنا نشده العذر عند کرام الناس
مقبول سال تحریر و تسطیر ترجمهٔ این نسخه دکامرون در تاریخ هیجدهم شهر ذی القعده الحرام سنه ۱۳۲۱ هزار و سیصد و بیست و یک هجری است.

## آثار

### تئاتر
- نمایش‌نامهٔ نیک آن باشد که انجامش نکوست نوشتهٔ ویلیام شکسپیر بر اساس داستان ۹، III. شکسپیر احتمالاً برای اولین بار ترجمهٔ فرانسوی آن را در داستان «کاخ شادی» اثر ویلیام پینتر خوانده است.
- نمایش‌نامهٔ سیمبلین نوشتهٔ ویلیام شکسپیر. موضوع احساسی، شرط‌بندی بین پوستهیموس، ایموژن و ایاکیمو، موضوعی عامیانه است که مستقیم یا غیرمستقیم از داستان برنابو اهل جنووا برگرفته شده است.

### فیلم و تلویزیون
- دکامرون (۱۹۷۱) فیلمی به کارگردانی پیر پائولو پازولینی شامل نه داستان.
- بوکاچو (۱۹۷۲) فیلمی به کارگردانی برونو کوربوچی براساس رمان دکامرون و ملهم از فیلم دکامرون اثر پیر پائولو پازولینی.
- سرزمین باکره‌ها (۲۰۰۷) فیلم رمانتیک به کارگردانی دیوید لیلند.
- بوکاچوی شگفت‌انگیز (۲۰۱۵) فیلمی به کارگردانی برادران تاویانی، اقتباسی آزاد از داستان‌های دکامرون.